# Robert Bing
Robert Paul Bing (* 8. Mai 1878 in Straßburg; † 14./15. März 1956 in Basel) war ein deutsch-schweizerischer Neurologe.

## Leben
Der Vater von Robert Bing, Berthold Bing (1845–1930), stammte aus Bayern, verlegte seinen Wohnsitz später nach Straßburg und zog mit der Familie 1888 nach Basel. Seine Mutter, Valérie Guggenheim (1857–1951), stammte aus Lengnau in der Schweiz.
Robert Bing wurde am 8. Mai 1878 in Straßburg geboren und dort eingeschult. Er besuchte dort ein Jahr lang das protestantische Gymnasium. In Basel war Bing Schüler am Humanistischen Gymnasium und bestand dort 1896 seine Reifeprüfung. Er galt als sprachbegabt. Anschließend begann er sein Medizinstudium an der Universität Basel, das er bereits 1901, also erst 23-jährig, mit dem Staatsexamen abschloss. Dabei hatte er ein Studiensemester in Straßburg verbracht. Nach dem Staatsexamen wurde er in Basel in pathologischer Anatomie und innerer Medizin ausgebildet. Er verfasste eine Dissertation mit dem Titel Über angeborene Muskeldefecte und erhielt darauf am 30. November 1902 das Doktordiplom.
Stationen seiner Tätigkeit waren Arbeiten zusammen mit dem Hirnphysiologen Hermann Munk (1839–1912) in Berlin, dem Neuropathologen Ludwig Edinger in Frankfurt am Main, dem Neurochirurgen Victor Horsley in London und bei den Klinikern Joseph Jules Dejerine und Joseph Babinski in Paris.

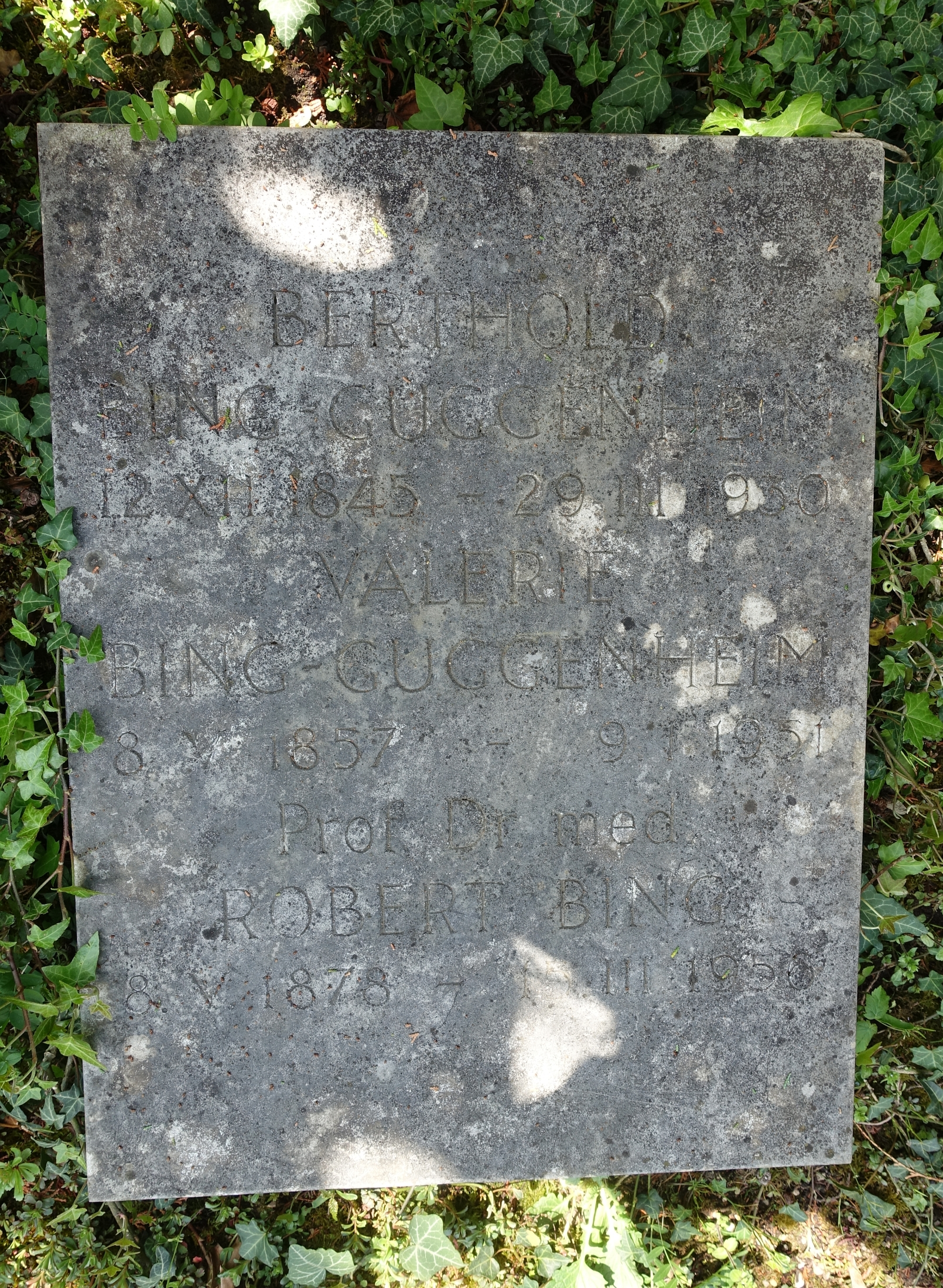
Grab auf dem Wolfgottesacker, Basel

1905 kehrte Bing nach Basel zurück. Dort ließ er sich als Nervenarzt nieder. Er habilitierte er sich mit der Schrift Bedeutung des spinozerebellären Systems. Die Habilitation erfolgte am 21. März 1907. Im gleichen Jahr begründete er zusammen mit Emil Villiger (1870–1931) in Basel ein «Nervenambulatorium», das dort bis 1954 bestand und in dem er Sprechstunden abhielt. Es war dies nach einer Gründung durch Constantin von Monakow im Jahr 1887 eine der ersten Institutionen dieser Art, die erste in Basel. Das private Nervenambulatorium Bings wurde 1916 offiziell in die Medizinische Universitätspoliklinik eingegliedert.
Schon bald nach seiner Habilitationsschrift veröffentlichte Bing eine Reihe viel beachteter Fachbücher. Das Kompendium der topischen Gehirn- und Rückenmarkdiagnostik erlebte bis 14 Auflagen bis 1953. Seine Werke wurden in viele Sprachen übersetzt.
Am 2. Februar 1918 wurde Bing zum Extraordinarius berufen, am 12. April 1932 zum Ordinarius. Im Jahr 1932 wurde er zum Mitglied der Gelehrtenakademie Leopoldina gewählt. Einen Lehrauftrag für Neurologie erhielt er am 23. Juli 1937. Diesen übte er bis zu seinem Rücktritt am 30. September 1948 aus. Er hinterließ eine Stiftung mit der Auflage eines regelmäßig zu vergebenden Preises an «Autoren hervorragender Arbeiten, welche Erkennung, Behandlung und Heilung der Nervenkrankheiten gefördert haben». Dieser «Bing-Preis» wird von der Schweizerischen Akademie der Medizinischen Wissenschaften verliehen. Der Name von Paul Bing ist in der Bezeichnung der Bing-Horton-Neuralgie erhalten. Bing zählt zu den Vorläufern und Pionieren der topistischen Hirnforschung mit seiner Schrift Topische Gehirn- und Rückenmarksdiagnostik. In diesem Zusammenhang ist die Feststellung zu verstehen, dass Bing einen Kampf um die Verselbständigung der Neurologie geführt hat, siehe auch Lokalisation in der Neurologie. Der Neurologe Marco Mumenthaler hat dazu eine eigene Abhandlung verfasst.
Robert Bing war nie verheiratet und lebte mit seiner Mutter zusammen, für die er sorgte. Er verstarb in der Nacht vom 14. auf den 15. März 1956 im Alter von 77 Jahren und fand seine letzte Ruhestätte auf dem Wolfgottesacker in Basel.

## Schriften (Auswahl)
- Über angeborene Muskeldefecte. In: Archiv für pathologische Anatomie und Physiologie und für klinische Medicin. Bd. 170 (1902), S. 175–228 (Dissertation).
- Kompendium der topischen Gehirn- und Rückenmarkdiagnostik. Urban und Schwarzenberg, Berlin/Wien 1909.
- Lehrbuch der Nervenkrankheiten. Urban und Schwarzenberg, Berlin/Wien 1913.
- mit Roland Brückner: Gehirn und Auge. Grundriss der Ophthalmo-Neurologie. 3., vollständig neu bearbeitete Auflage. Schwabe, Basel 1954.